# Aito
Aito (chinesisch 問界, übersetzt: „Frage die Welt“) ist eine chinesische Automarke. Ursprünglich wurde sie als Submarke der Seres Group im Jahr 2021 eingeführt. Im Juni 2023 wurde sie vollständig vom Technologiekonzern Huawei übernommen. Auf dem Pariser Autosalon im Oktober 2024 wurde die Marke auch in Europa vorgestellt.
Huawei definiert die Marke Aito als eine Kooperationsmarke mit traditionellen Automobilherstellern, darunter Seres, Chery, BAIC Motor, Changan und GAC.

## Fahrzeuge
Im Dezember 2021 kündigte Huawei die Einführung der Marke an und stellte mit dem Aito M5 das erste Fahrzeug vor. Es wurde in Zusammenarbeit mit der Seres Group entwickelt. Technisch basiert das SUV auf dem Seres SF5. Das zweite Modell ist der Aito M7, der erstmals im April 2022 gezeigt wurde. Seit Oktober 2023 wird mit dem Aito M9 das größte Modell der Marke gebaut. Der Aito M8 folgte im Januar 2025.

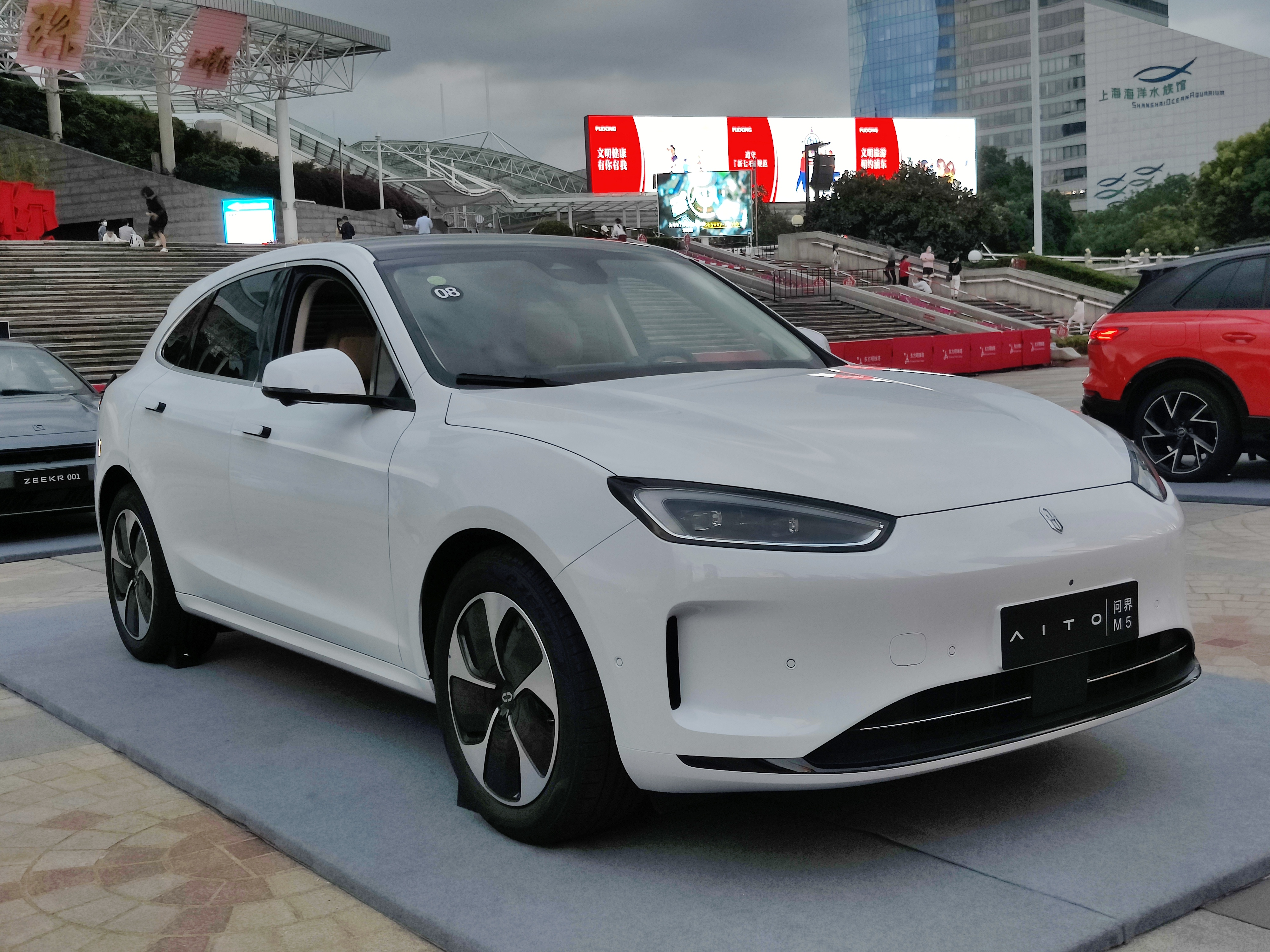
Aito M5 (seit 2022)
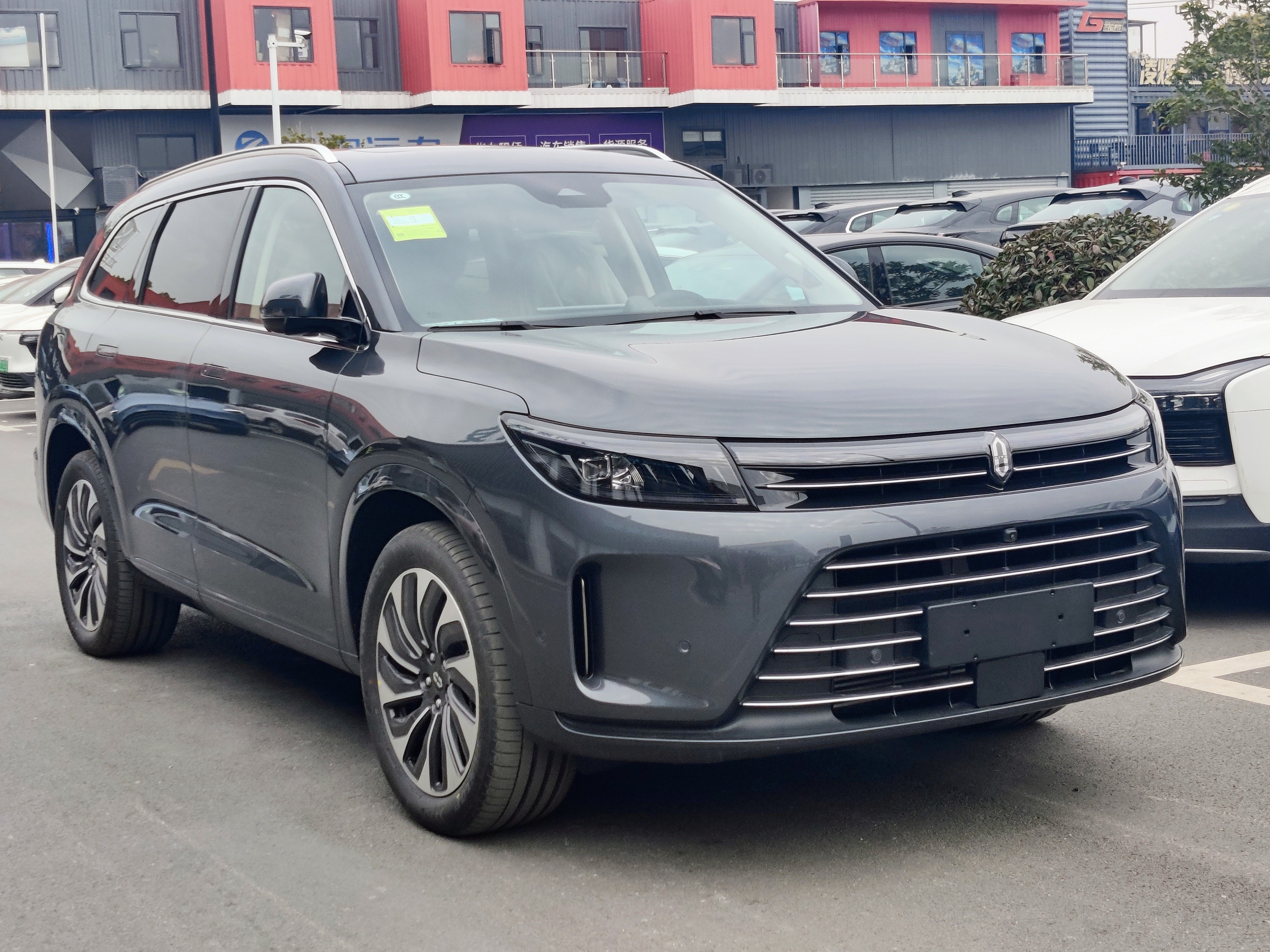
Aito M7 (seit 2022)
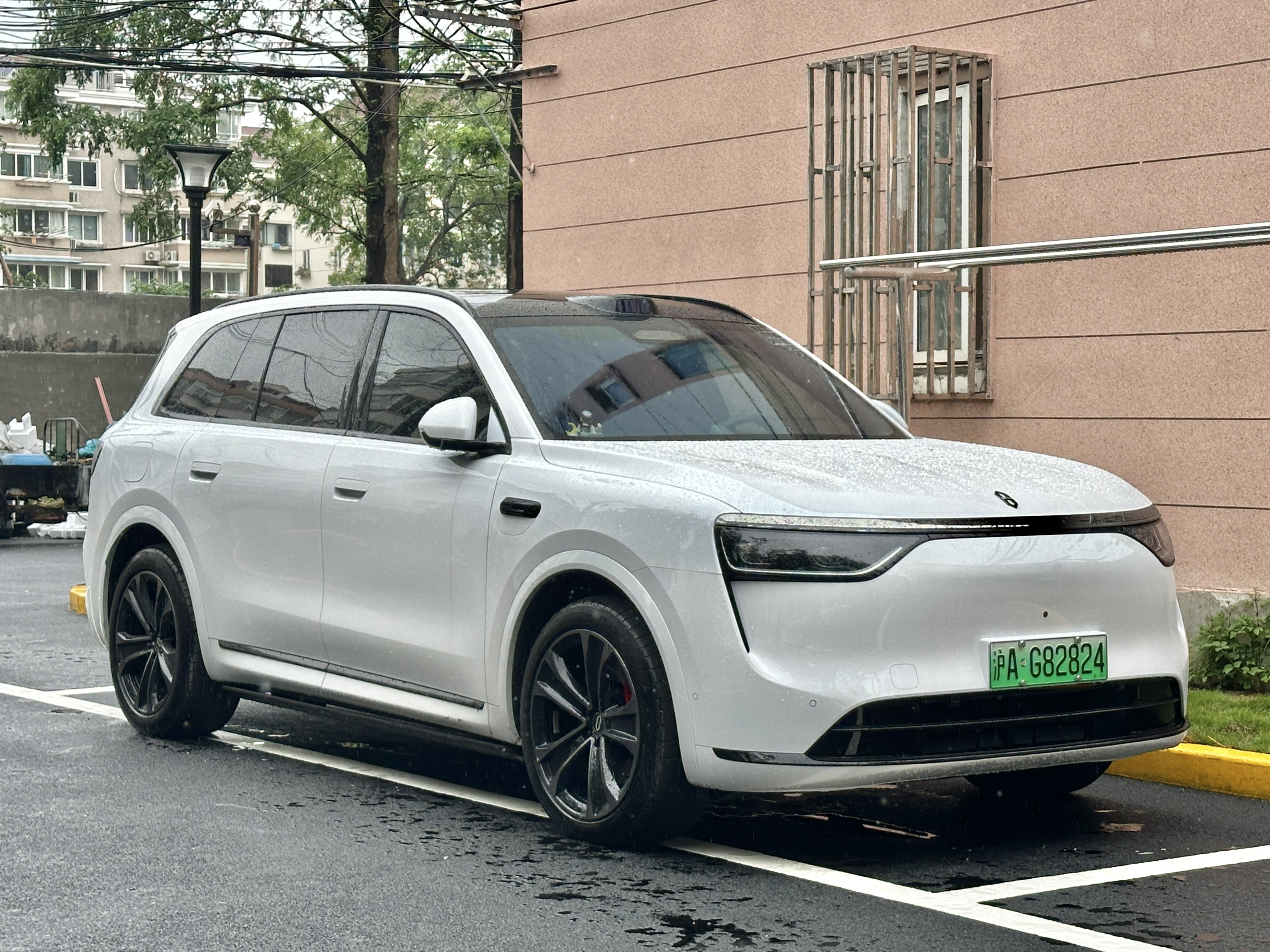
Aito M8 (seit 2025)
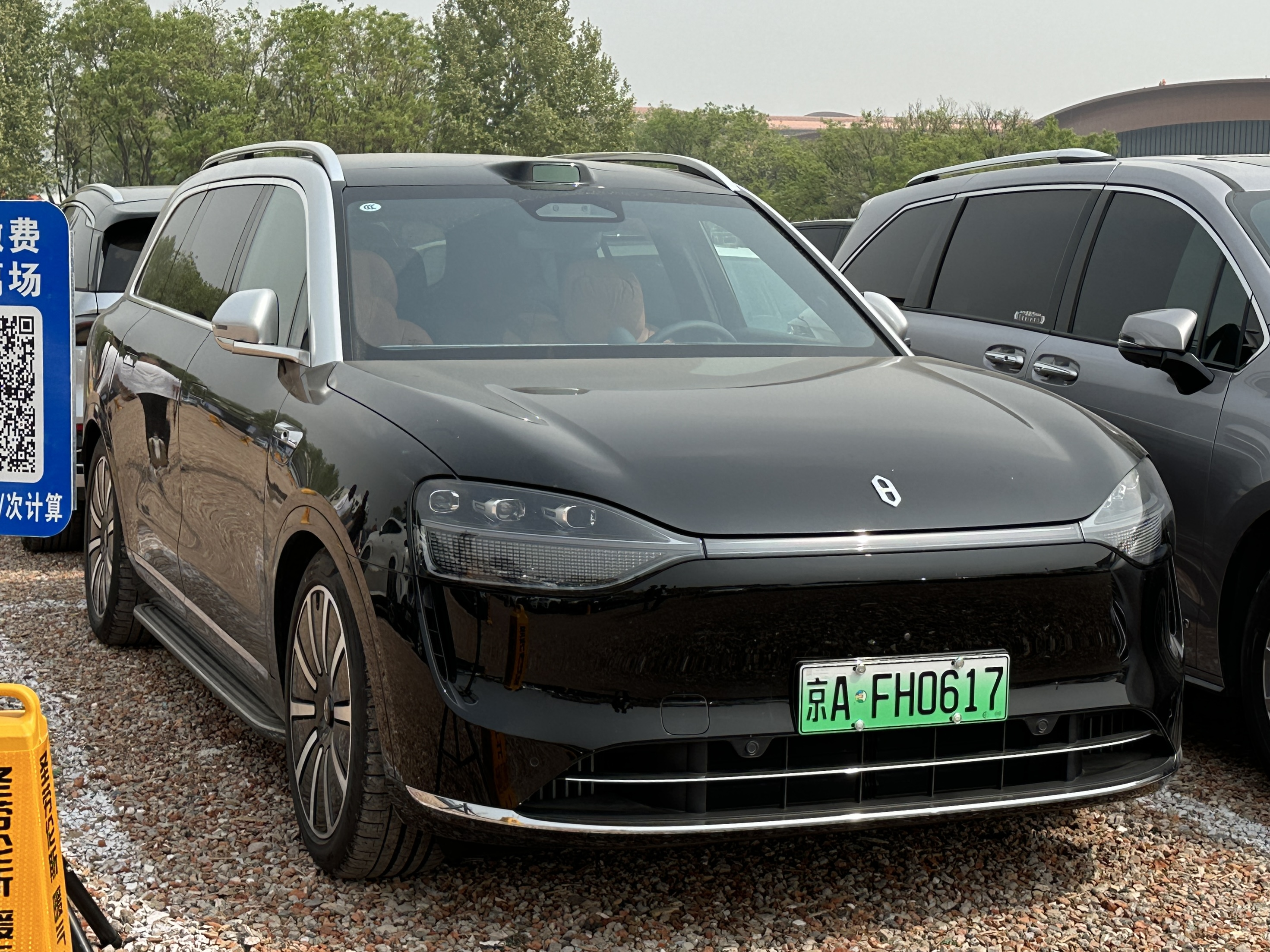
Aito M9 (seit 2023)

## Fahrzeugabsatz
Ursprünglich geplant für Dezember 2021, begann Aito im März 2022 mit der Auslieferung von Fahrzeugen. Für 2022 wurden dann 76.180 Fahrzeuge erreicht. Im Folgejahr 2023 kommunizierte Aito 94.380 produzierte Fahrzeuge. Gleichzeitig peilt das Unternehmen eine weitere Steigerung im Jahr 2024 auf bis zu 600.000 Einheiten an.
| Jahr                                |      |  | Stück  |        |
| 2022                                | 2022 |  | 76,180 | 76,180 |
| 2023                                | 2023 |  | 94,380 | 94,380 |
| Verkaufszahlen in weltweit, Quelle: |      |  |        |        |